# François Blondel
Nicolas-François Blondel, más comúnmente conocido como François Blondel (15 de junio de 1618 - París, 21 de enero de 1686) fue un profesor, preceptor, diplomático y militar francés del siglo XVII, un gran viajero y destacado teórico de la arquitectura que ha pasado a la historia a través de su Cours d'architecture [Curso de arquitectura]. 
No debe confundirse con el arquitecto Jacques-François Blondel (1705-1774), sobrino del arquitecto Jean-François Blondel (1683-1756).
En su Curso se desarrolló por primera vez el cálculo de las escaleras. El enunciado ha permanecido en el ámbito francófono con el nombre de "fórmula de Blondel":
{\displaystyle M=2h+c}  (el módulo es igual a dos contrahuellas más una huella; para una explicación más detallada, ver escalera).

## Biografía

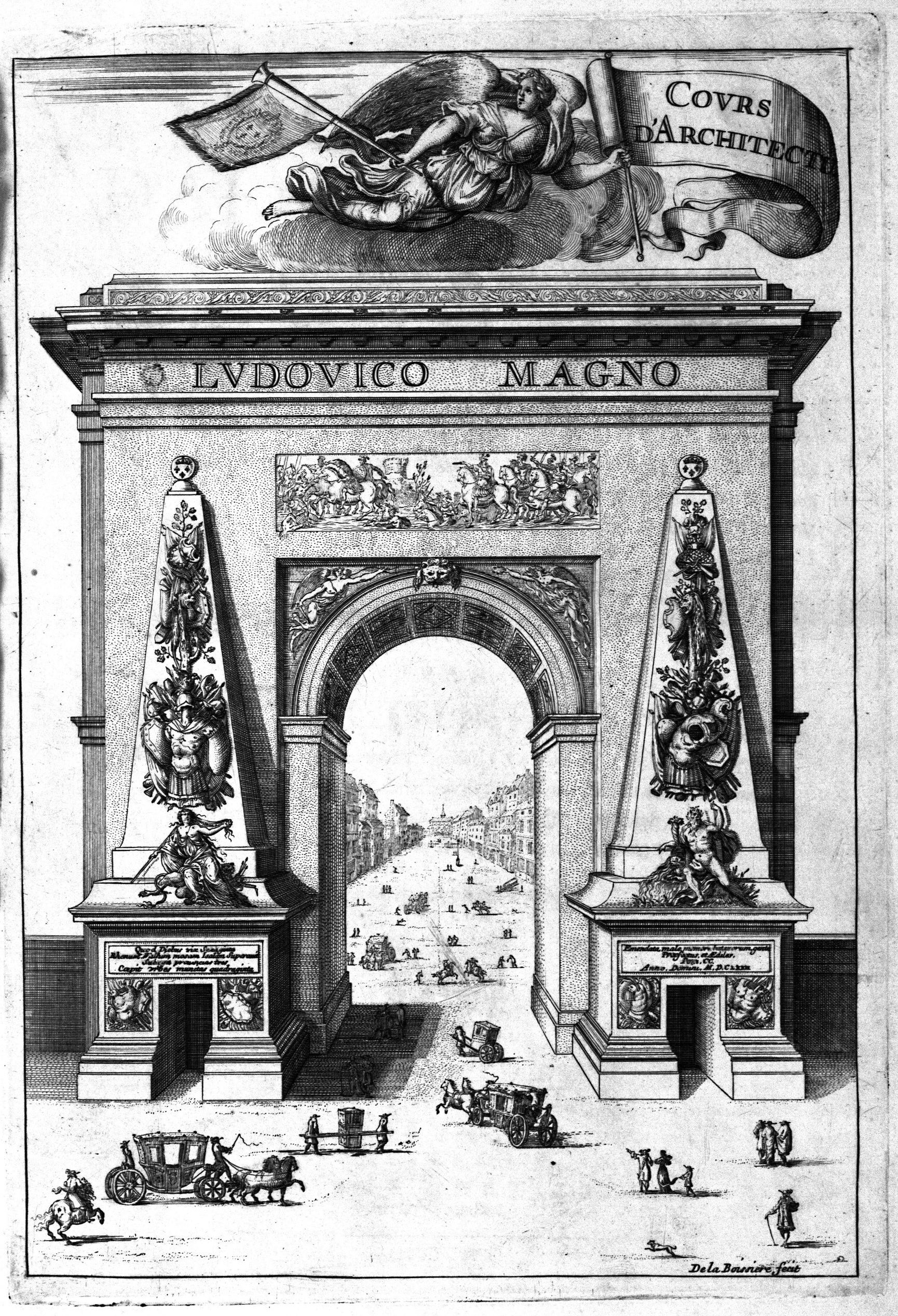
Grabado de la puerta de Saint Denis de Blondel : frontispicio del Cours d'architecture

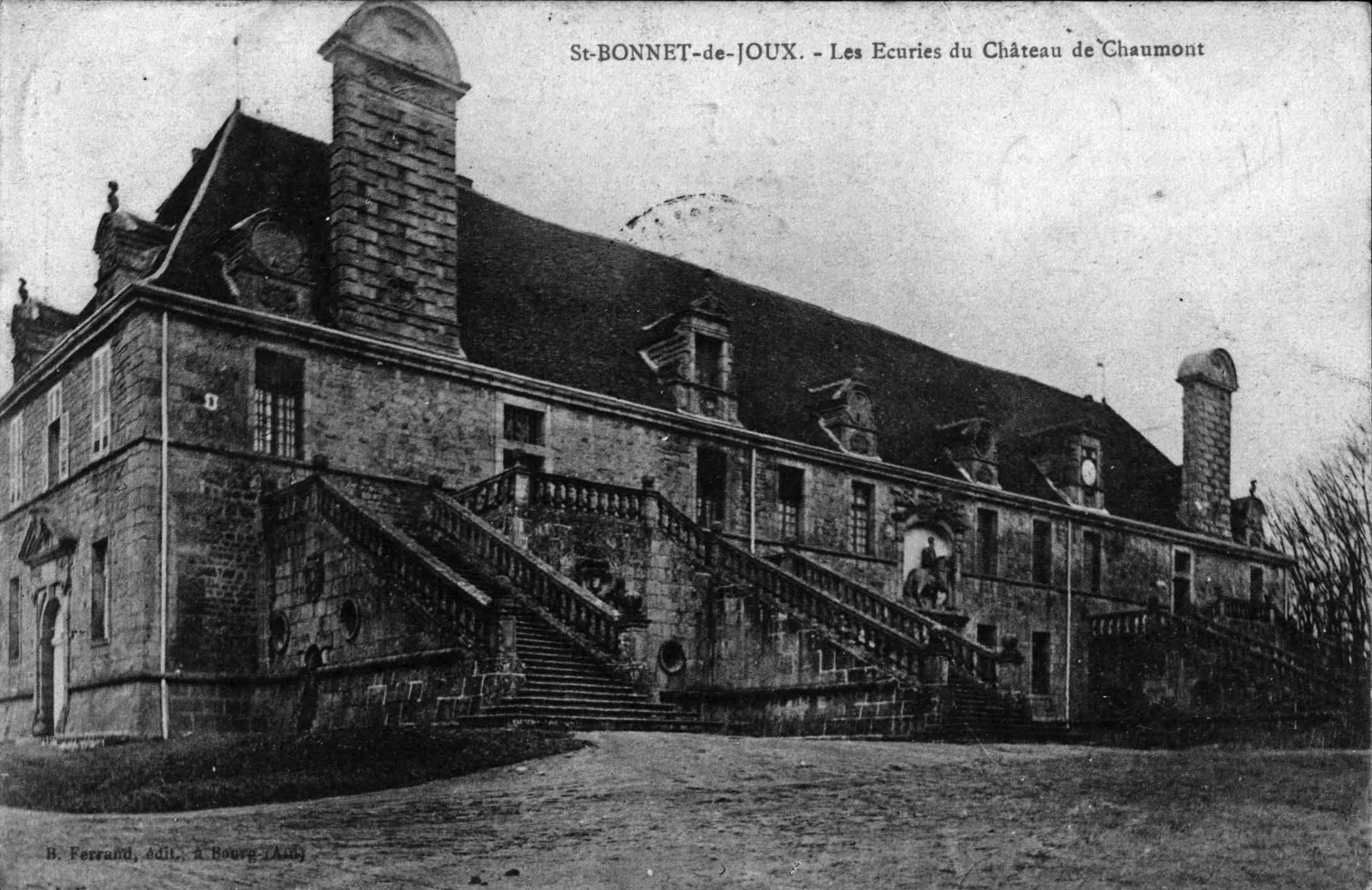
El gran establo del Château de Chaumont-la-Guiche

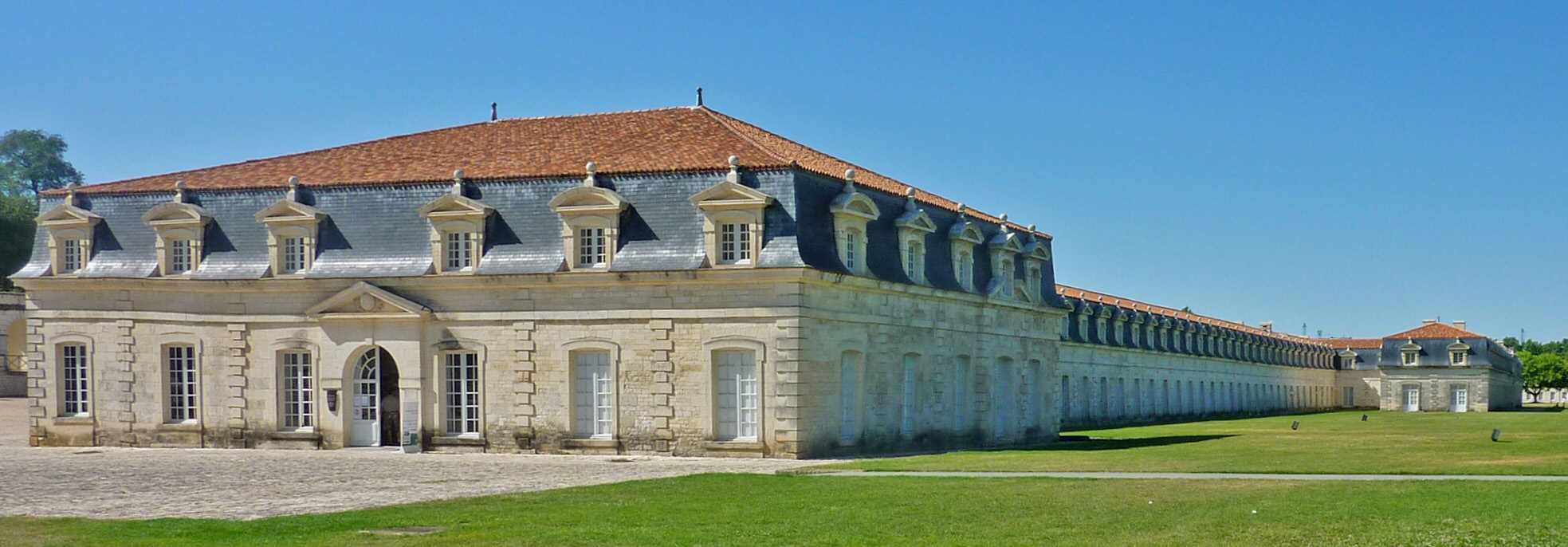
La cordeleria en Rochefort

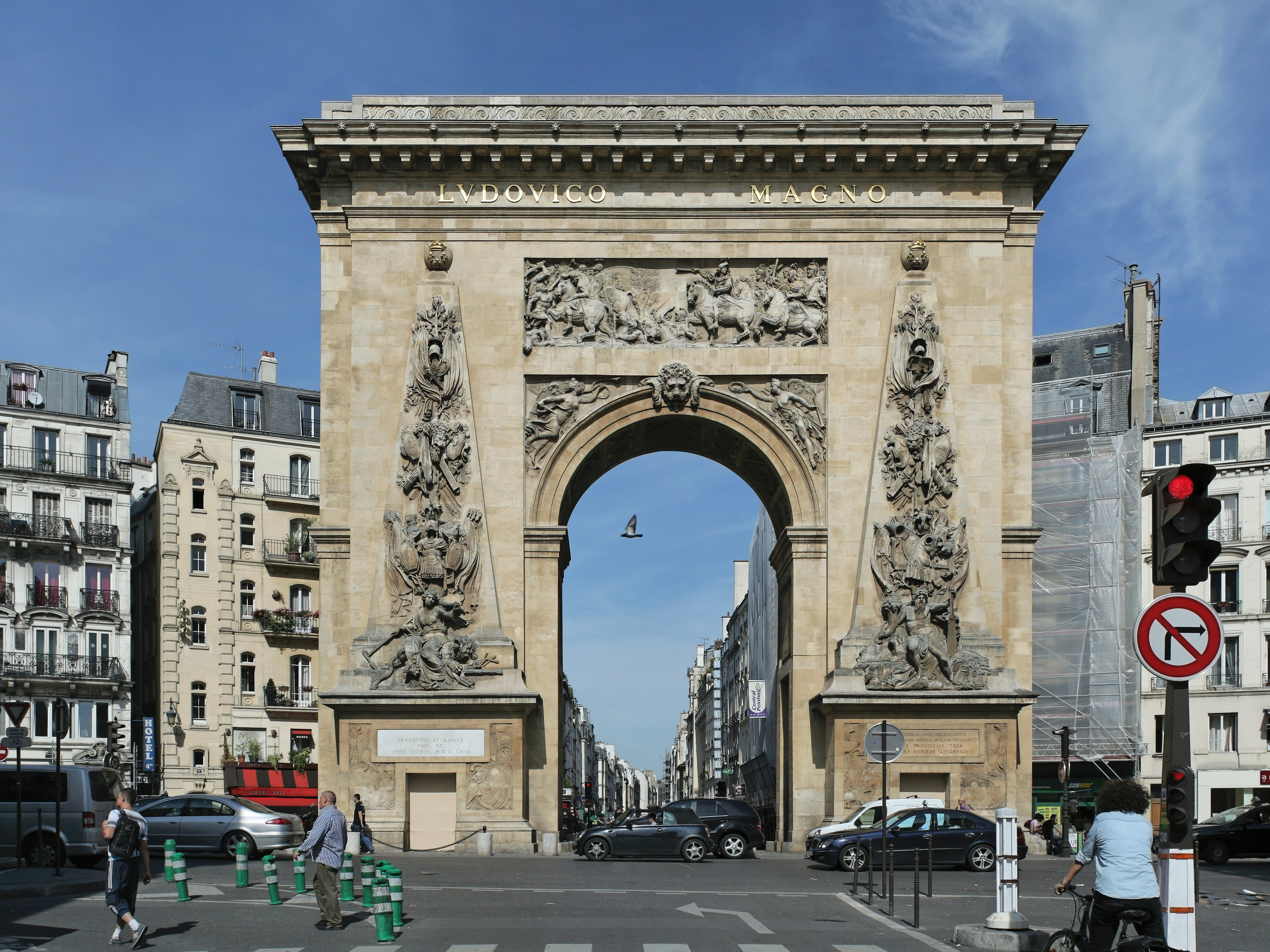
Puerta de Saint Denis; escultura de Michel Anguier

### Infancia y primeros años
Nicolas-François Blondel nació en 1618 en Ribemont en Aisne (cuestionado), Picardia, y fue bautizado el 15 de junio de 1618, en un año que marcó el inicio de la guerra de los Treinta Años. Su padre era François-Guillaume Blondel, que había estudiado derecho en Toulouse y comprado la posición de avocat du roi en Ribemont después de recibir su licenciatura en 1624. Su madre fue Marie de Louen, cuya familia pertenecía a la nobleza local. Aunque su padre François-Guillaume no nació noble, fue capaz de comprar (o heredar a través de las relaciones de su mujer) dos cercanos señoríos, Gaillardon, en 1620, y Les Croisettes, antes de 1635, y fue alcalde de Ribemont varias veces en las décadas de 1630 y 1640.
Después de haber aprendido lenguas antiguas, así como español, italiano, portugués y alemán, y después matemáticas, él mismo participó en la guerra de Treinta Años. En 1640, el cardenal Richelieu le confió misiones en Portugal, España e Italia. Durante ese período, estudió las fortificaciones. Richelieu luego le nombró teniente de una de sus galeras, «la Cardinale». Comandó, en 1641, el ataque contra el embarcadero de Tarragona y ejerció durante un corto tiempo como gobernador de Palamós. En 1647, estuvo al mando de la artillería de la expedición naval que debía de operar delante de Nápoles, contra los españoles. El 26 de noviembre de 1652, recibió su diploma de mariscal y terminó su carrera militar.

### El hombre de ciencias y el diplomado
Se convirtió entonces en preceptor del hijo del secretario de Estado Loménie de Brienne y viajó con él por toda Europa, combinando las misiones diplomáticas y —sin duda— de espionaje. Su itinerario fue: Langres, Besançon, Bâle, Alsacia (Brisach), Estrasburgo (donde admiró el mecanismo del reloj), Philippsburg, Mannheim, Mayence, La Haya, Hamburgo, Lübeck, Kiel, Dinamarca, Suecia (Frederiksborg : voir poème), Estocolmo, Uppsala, Finlandia, Estonia, Riga, Königsberg, Dantzig, Cracovia, Presburgo, Viena, Praga, Venecia, Roma, Florencia y Toulon. Sus viajes le servirán para unos pocos ejemplos dados en el Cours d'Architecture…. En la década de los años 1660, Blondel hizo un nuevo viaje con el hijo de Colbert, cuyos detalles del itinerario son menos conocidos.
En 1656 fue nombrado lector de matemáticas en el Collège Royal, donde está censado como enseñante de matemáticas y de la fortificación, pero —debido a sus (muy) numerosas ausencias— fue a menudo sustituido por el astrónomo Picard. Desde 1662 a 1668, Blondel ejerció la función de síndico de dicho Collège.
Desde 1657 a 1663, Mazarino le envió en una misión diplomática. Viajó entonces por Italia, Egipto, Grecia, Turquía, Alemania, Polonia, Rusia (Moscú, lamentando no haber pasado a través de Kazán o de ver la defensa de las fronteras contra los tártaros y constantando que los lugares marítimos estaban fortificada a la holandesa...), Prusia, Livonia (Riga fortificada por los suecos), Lituania... Conoció durante ese viaje a Paul Wurz, que fue el origen de su primera publicación, F.B. (Blondelle) Epistola ad P.W. (Paulum Wurzium), in qua famosa Galilei propositio discutitur, circa naturam lineæ qua trabes resistentia et in qua lineam illam non quidem parabolicam, ut ipse Galilaeus arbitratus est, sed ellipticam esse demonstratur Parisiis, una discusión sobre la resistencia y la flexión de las vigas en la que toma partido contra Galileo, que tenía por una flexión parabólica (a imitación de la caída de los cuerpos), sosteniendo Blondel la elíptica (lo cual resultó ser erróneo). Esta cuestión será retomada en 1673 en su Résolution des quatre principaux problèmes d'Architecture…
En 1659, durante su viaje a Constantinopla, dibujó uno de los acueductos de Sinan «que, por su tamaño, su altura y la magnificencia de su estructura, no cede en nada ante el Pont du Gard...» con sus tres órdenes superpuestos.(Cours d'Architecture, V-II, ch. 10, p. 666…). El mismo año fue nombrado residente (embajador) en Dinamarca, cargo que desempeñó hasta 1663, antes de regresar a Francia y ser nombrado consejero de Estado.

### Ingeniero del rey para la Marina y arquitecto
En 1664, Colbert le nombró ingeniero del Rey para la Marina, lo que le valió supervisar diversas obras de fortificación en Normandía (Cherburgo, El Havre), en Bretaña y en las Antillas (Martinica, Guadalupe, Santo Domingo), gracias a lo cual relata en su Curso... (VI-9) la historia de su experiencia con un ciclón tropical cuyos prodigiosos efectos pudo atestiguar en la isla de Saint-Christophe. Muchas de las memorias presentadas ante la Academia de Ciencias derivan de las observaciones hechas durante ese viaje a las Antillas.
"Su talento para la arquitectura no se desarrolló hasta 1665 (...) (Quatremère de Quincy), cuando encontrándose en Rochefort, en la construcción de la Cordelerie Royale, Blondel recibió el encargo de la construcción de los puentes de Saintes.
En 1669, Blondel entró en la Academia de Ciencias como topógrafo asociado. Ese año, durante un viaje a Londres con Du Hamel, entonces secretario de la Academia, habría asistido al espectáculo de un martirio en la Royal Society, de un loco que habría recibido una transfusión para curarlo de su locura. Pero si las pasiones pasaran a través de la sangre, no se curarían de esta manera, original ... Si François Blondel no fue de los académicos más reconocidos, fue sin duda, uno cuya literatura es más difundida en público, cf. Curso de Matemáticas, El Arte de lanzar las bombas, Curso de Arquitectura, Nueva manera de fortificar las plazas, (...). Para ilustrar la mayor parte de esas obras contó con el concurso del grabador e ingeniero Gilles Jodelet de La Boissière.
El mismo año fue nombrado para ocuparse del embellecimiento de París, tarea en la esencialmente se ocupó de reconstruir las puertas de Saint-Denis y Saint-Bernard y levantar el plano de la ciudad, y que cumplirá con la ayuda del arquitecto Pierre Bullet. 

Otro abuso de este género, ha consistido en mezclar los dos tipos, de manera que el objeto no es ni pirámide ni obelisco. Hay que decir que este es el reproche que se puede hacer al arquitecto Blondel en la decoración de su arco de triunfo de la puerta de Saint-Denis. ¿Son obeliscos o pirámides truncadas con lo que ha cubierto de forma muy habilmente los trofeos? Es sobre todo en las obras que se recomiendan para grandes bellezas y por la celebridad del nombre de su autor, que hay que hacer destacar estos defectos de conveniencia, dado que es contagiosa la influencia de un mal ejemplo dado por un hombre experto; ya que es cierto que lo que se imita más fácilmente de los grandes hombres, son sus defectos. Nada es más importante, en arquitectura sobre todo, que respetar los significados de cada forma.
Un autre abus de ce genre, a consisté à mêler les deux types, de manière que l'objet n'est plus ni pyramide ni obélisque. On doit dire que c'est le reproche qu'on peut faire à l’architecte Blondel dans la décoration de son arc triomphal de la porte Saint-Denis. Sont-ce des obélisques ou des pyramides manquées qu'il a couverts d'ailleurs fort habilement de trophées ? C'est surtout dans les ouvrages qui se recommandent par de grandes beautés et par la célébrité du nom de leur auteur, qu'il faut faire remarquer ces défauts de convenance, tant est contagieuse l'influence d'un mauvais exemple donné par un habile homme ; tant il est vrai que ce qu'on imite le plus facilement des grands hommes, c'est leurs défauts. Rien de plus important, en architecture surtout, que de respecter les significations de chaque forme.
Quatremère de QuincyDictionnaire d'Architecture..., § Obélisque

El 31 de diciembre de 1671 fue nombrado profesor y director de la Academia Real de Arquitectura por Luis XIV. Según el prefacio:

Por último, como no se habian hecho, desde el establecimiento de la Monarquía, edificaciones tan augustas, en tan gran número y en tantos lugares del Reino que tenemos visto elevarse bajo el reinado de Luis el Grande; no solamente este sabio príncipe se encargó de que esté buscando appliquast cosas que puedan ayudar a reponer la arquitectura en su antiguo lustre, ha querido facilitar a todo el mundo los medios para conocerla plenamente.
Es por esto que Su Majestad ha establecido en París a finales del año mil seiscientos setenta y uno la Academia de Arquitectura, que compuesta de buen número de sujetos que han sido elegidos como los más capaces en este Arte, tanto entre los que hacen profesión que otros, a fin de trabajar por el restablecimiento de la bella Arquitectura y para hacer lecciones públicas.
Ella ha querido primeramente que estos arquitectos se aplican seriamente al estudio, reuniéndose un día de cada semana para conferenciar y comunicar sus conocimientos...
Enfin, comme il ne s'est point fait, depuis l'établissement de la Monarchie, de Bâtimens si augustes, en si grand nombre & en tant d'endroits du Royaume que nous en avons vû élever sous le regne de Loüis le Grand ; non seulement ce sage Prince a eu soin qu'on s'appliquast à la recherche des choses qui peuvent contribuer à remettre l'Architecture dans son ancien lustre, il a voulu faciliter à tout le monde les moyens de la connoître parfaitement.
C'est pour cet effet que Sa Majesté a établi dans Paris sur la fin de l'année mil six cens soixante & onze, l'Academie d'Architecture, composée de bon nombre de sujets qui ont esté choisis comme les plus capables dans cet Art, tant parmy ceux qui en faisoient profession qu'ailleurs, afin de travailler au rétablissement de la belle Architecture & pour en faire des leçons publiques.
Elle a donc voulu premièrement que ces Architectes s'appliquant serieusement à l'étude, s'assemblassent un jour de chaque semaine pour conferer et se communiquer leurs connoissances...

### Últimos años
En 1673, Blondel era profesor de matemáticas del Gran Delfín —Luis de Francia (1661-1711), primogénito de Luis XIV—, un estudiante de talento mediocre —si se creen los rumores— que también se beneficiaba de las enseñanzas, sangre real obligaba, de los servicios del astrónomo Romer para la astronomía y física, del grabador Israël Silvestre para el dibujo y de Couplet para el nivelamiento y las fortificaciones. El Cours de Mathématiques [Curso de Matemáticas] será publicado en 1683, con el motivo de que todos debían de poder beneficiarse de esta educación de calidad.
Desde 1670 y hasta su muerte en 1686, Blondel no se ocupará más que de asuntos académicos y de educación. También colaborará con el Dictionnaire universe de Antoine Furetière en las partes que le conciernen (véase también Adrien Auzout, para las matemáticas y Giovanni Alfonso Borelli, para la astronomía). Este diccionario fue publicado de manera póstuma en 1690 en Rotterdam, en 2 volúmenes.
Con la puerta de Saint-Denis, el puente de Saintes (reconstrucción de un puente romano) y la cordelería de Rochefort, la lista de su obras arquitectónicas está completa.
Su elogio a la Academia de Ciencias no será pronunciado hasta la década de los años 1780 por Nicolas de Condorcet, también nacido en Ribemont.

## Miradas sobre su vida y su obra
Por último, François Blondel tuvo una particularmente interesante carrera institucional, pero —por desgracia— muy mal conocida, excepto en lo que concierne a la parte académica. Es raro que un "arquitecto" hubiese viajado tanto en esos días, pero se podría decir lo mismo de militares y diplomáticos. Tal vez sería hora de que alguien imaginativo, conciencienzudo y nada aventurero se ocupara finalmente de establecer una biografía ilustrada de este hombre lleno de curiosidad. Es una lástima que su Cours d'Architecture no refleje esa cultura visual única, pero es cierto que el «Cours» debe verse como el resultado de un trabajo académico destinado principalmente a la creación de una doctrina común a todos. Se puede ver todo el libro como una discusión directa con Claude Perrault cuya Ordenanza de los cinco especies de columnas de acuerdo con el método de los antiguos, fue publicado en 1683. Como dijo Blondel:

Y por mí (...) me encuentro más seguro de confirmarme en los razonamientos y las prácticas de los más grandes Maestros antiguos y modernos, dejando a otros que son por la fuerza de su genio elevados por encima de lo vulgar, el placer que tienen en la singularidad de sus opiniones, que pueden gustar la dulzura de los grandes tratos, sin que yo les envidie. Incluso pueden tener piedad de nuestra ignorancia y de nuestra debilidad y
tratarnos de ridículos; Nosotros, decimos, "que no son capaces de ver lo que ven y de comprender la fuerza de sus concepciones...
Et pour moy (…) je me trouve plus assuré de me conformer aux raisonnements & aux pratiques des plus grands Maîtres anciens et modernes, laissant à d'autres qui se sont par la force de leur génie élevés au-dessus du vulgaire, le plaisir qu'ils ont dans la singularité de leurs opinions, dont ils peuvent goûter la douceur à grands traits, sans que je leur porte envie. Ils peuvent même avoir pitié de notre ignorance & de notre foiblesse & nous traiter de ridicules ; Nous, dis-je, "qui ne sommes pas capables de voir ce qu'ils voyent & de comprendre la force de leurs conceptions...
François Blondel, Cours..., V, p. 719.

No es seguro que el debate sobre los órdenes haya interesado realmente a Blondel, lo que explicaría su retirada a una posición muy convencional de restitución y comparación de las opiniones de diversos autores, tal como hizo Fréart de Cambray en su obra Paralelo. Pero al ser la misión de la Academia el establecimiento de reglas "certeras" de decoración para las obras del rey, Blondel al menos resolvió fielmente las cuestiones de decoración.

## ElCours d'architecture, o la «Querella de los Antiguos y los Modernos»

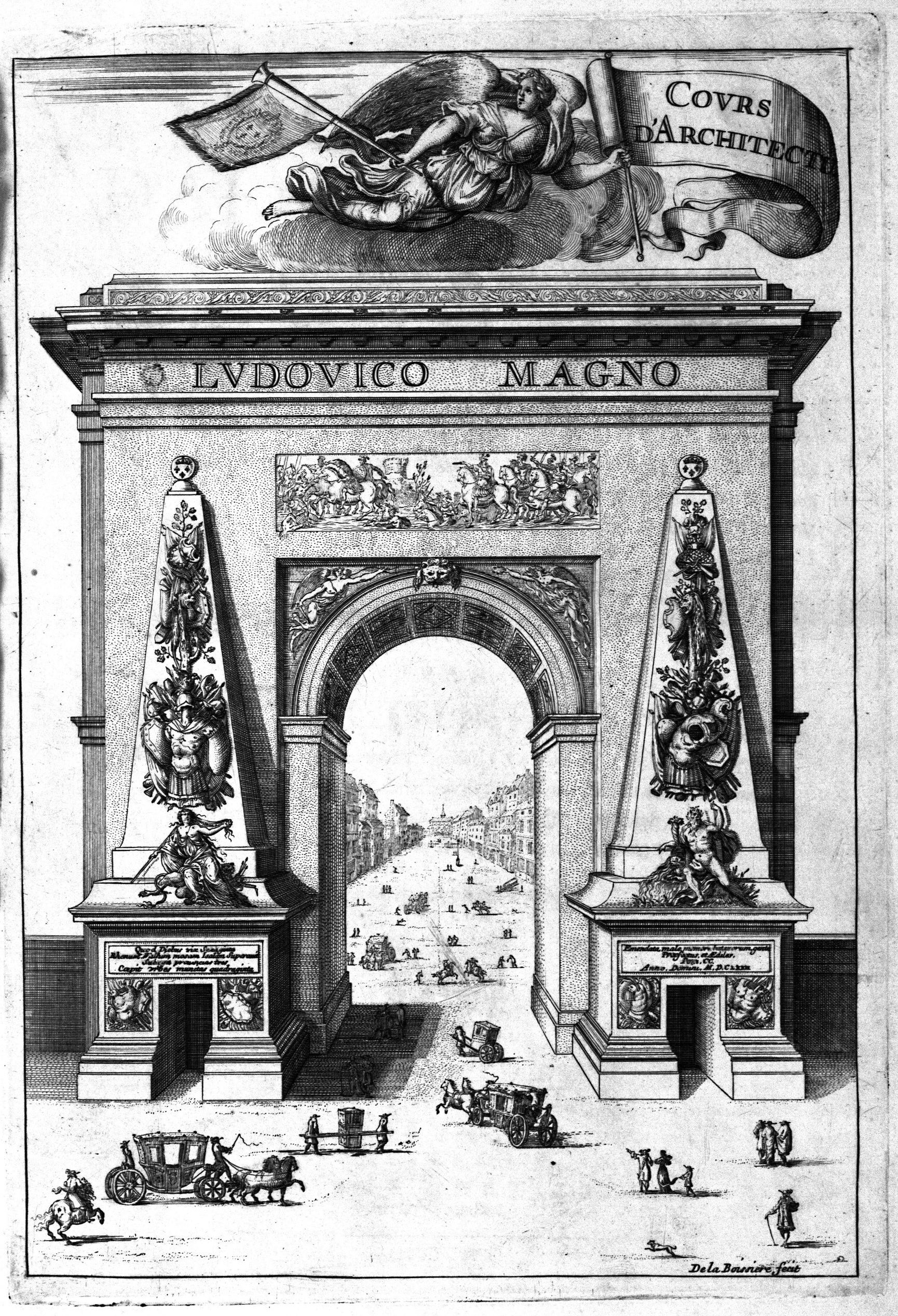
Frontispicio del Cours d'architecture.

En 1675, publicó su Cours d'architecture enseigné à l'Académie royale d'architecture (reeditado en 1698).
En esta obra refutó sistemáticamente las posiciones que Claude Perrault había desarrollado en los Dix livres d'architecture de Vitruve (traducción ornada de comentarios de los Diez Libros de la Arquitectura de Vitruvio aparecida en 1673). Esta confrontación se inscribe dentro de la «Querella de los Antiguos y los Modernos». Dicha confrontación trataba de:
- La interpretación de la «simetría»: la simetría tiene un sentido de proporción. François Blondel, ingeniero y matemático permanece en el conjunto, fiel a la definición griega de la simetríaa. Claude Perrault toma partido por simetría entendida en el moderno sentido del equilibrio de las masas a una y otra parts de un eje, en detrimento de la « Symmetria » o proporción que implica el recurso a un módulo y a une « razón de progresión » para regular la correspondencia entre las partes.
- Las columnas acopladas: Perrault invocaba el derecho a diferenciarse de la tradición greco-romana y de introducir ese motivo (de inspiración medieval) para gran disgusto de Blondel y de los partidarios de la antigüedad. Perrault utilizó ese dispositivo en la columnata del Louvre a fines de los años 1660.
- Las correcciones ópticas: Perrault se oponía a esa práctica que buscaba aumentar las dimensiones de los objetos situados en altura o a distancia, y consideraba que no era la vista la que engañaba sino el juicio de la vista. En esta posición, Perrault toma el contrapie de Vitruvio y de las prácticas rutinarias de su época.

He tratado esta cuestión en el séptimo capítulo de la segunda parte del libro "El ordenamiento de las cinco especies de columnas según el método de los Antiguos"; pareciéndome que este problema es lo bastante importante como para ser examinado un poco más seriamente que lo que se ha hecho hace poco en una obra de Arquitectura donde trataban este tema, y habiendo relatado el Autor lo que está contenido en esta nota, me pareció que éste descuidaba mis razones para atacar mi persona por medio de invectivas, pero de una manera muy amarga por hacer creer que desprecia sentirse convencido y reducido a no responder más que por injurias: ya que en lugar de hacer ver que lo que yo afirmé no es cierto, a saber que los antiguos no habían practicado el cambio de proporciones, responde solamente que yo mismo he reconocido la necesidad que hay de hacerlo, cuando puse en lo alto del Arco de
Triunfo que el Rey hizo levantar al final de la avenida de Vincennes, una estatua de treinta pies de alto, con el fin (dice), de que estando muy elevada, parezca tener su tamaño natural: y sobre esto he declarado que no fue esa mi intención, y que hice esta estatua colosal con el fin de que parezca colosal; me responde que entonces me equivoqué al encontrar demasiado grande la entabladura de las tres columnas de Campo Vaccino que admite ser de una exorbitante y monstruosa magnitud, pues se puede creer que el Arquitecto haya querido hacer parecer colosales a esos edificios: pero habría que decir que ha querido hacer colosales esas entabladuras, es decir hacerlas parecer más grandes de lo que debían ser. Ahora bien, no es eso lo que quise decir, ya que se pretende que la elevación extraordinaria de esa entabladura debe hacer que parezca tener su tamaño ordinario cuando no lo tiene: y esto es lo que está en cuestión.
Se responde con aún más negligencia a mi segundo argumento fundado sobre que la vista no nos engaña más que en raras ocasiones; y que aunque concediéramos que esto es así, no haría falta cambiar las proporciones. A esto se contenta con responder que la vista engaña a veces a los niños; es decir que las precauciones que la buena arquitectura debe emplear, no son más que para los niños, y que no importa chocar por la corrupción de las proporciones, a todas las inteligencias.

Esta manera de responder me hace comprender que mi intención de comunicar al público el pensamiento que me es particular sobre el cambio de las proporciones no ha tenido el éxito que me había propuesto...
J'ay traité cette question au septième chapitre de la seconde partie du livre de l'Ordonnance des cinq especes de colonnes selon la methode des Anciens ; ce Probleme me paroissant assez important pour meriter d'estre examiné un peu plus serieusement qu'on n'a fait depuis peu dans un ouvrage d'Architecture où traitant ce sujet, & l'Auteur rapportant ce qui est contenu dans cette notte, il fait semblant de negliger mes raisons pour s'attacher à ma personne, qu'il attaque par des railleries, mais d'une maniere assez chagrine pour faire croire qu'il a du dépit de se sentir convaincu & reduit à ne repondre que par des injures : car au lieu de faire voir que ce que j'ay avancé n'est pas vray, sçavoir que les anciens n'ont point pratiqué ce changement des proportions, on répond seulement que j'ay reconnu moy-mesme la necessité qu'il y a de le faire, lorsque j'ay mis au haut de l'Arc de Triomphe, que le Roy a fait bastir au bout de l'avenuë de Vincennes, une statuë de trente piez de haut, afin dit-on qu'estant fort elevée, elle paroisse avoir sa grandeur naturelle : & sur ce que j'ay declaré que ce n'est pas là mon intention, & que je fais cette Statuë Colossale afin qu'elle paroisse Colossale ; on me répond que j'ay donc tort de trouver trop grand l'entablement des trois colonnes de Campo Vaccino qu'on avouë estre d'une exorbitante & monstrueuse grandeur, puis qu'on peut croire que l'Architecte a eu dessein de faire paroistre ces Edifices Colossaux : mais il faudroit dire qu'il a voulu faire paroistre ces entablemens Colossaux, c'est-à-dire de les faire paroistre plus grands qu'ils ne doivent estre ; de mesme que j'ay eu dessein de faire paroistre la Statuë Equestre de l'Arc de Triomphe plus grande qu'un homme & un cheval ne doivent estre. Or ce n'est pas cela qu'on veut dire ; car on pretend que l'élevation extraordinaire de cet entablement le doit faire paroistre avoir sa grandeur ordinaire quoyqu'il ne l'ait pas : & c'est ce qui est en question.

On répond encore avec plus de negligence à mon second argument fondé sur ce que la veue ne nous trompe que rarement ; car quoy qu'on demeure d'accord, que si cela est, il ne faut point changer les proportions, on se contente de répondre que la veue trompe quelquefois les enfans ; c'est-à-dire que les precautions que la bonne Architecture doit employer, ne sont que pour les enfans, & qu'il n'importe pas de choquer par la corruption des proportions, tous les intelligens.

Cette manière de répondre me fait comprendre que le dessein que j'ay eu en communiquant au public la pensée qui m'est particuliere, sur le changement des proportions n'a pas eu le succez que je m'étois proposé...
Claude PerraultVitruve (VI-ii, note 3)

Más allá de la Querella de los Antiguos y los Modernos, también se ve que hay una disputa entre el profesor en título y aquel que habría querido ser. El puesto era muy codiciado, pero esto era asunto de sostén institucional. A la muerte de Blondel, la plaza permaneció libre durante todo un año, pero tras la muerte de Colbert, fue nombrado Louvois finalmente.

## Realizaciones
- 1664: planta del Puerto de Saintes como ingeniero de la marina;
- restauración del arco de triunfo de Saintes;
- Rochefort, de su Cordelería real;
- establos del château de Chaumon-Laguiche (o Chaumont en Charollais), en Saône-et-Loire, todavía muy ornamentados;
- las puertas de Saint-Bernard y de Saint-Antoine, en París;
- 1672: la puerta de Saint Denis arrêté del 17 de mayo de 1671;
- aderezo de la puerta de Saint-Martin construida por su discípulo Bullet en el 10×10{{{1}}},
- canal y cascada de Juvisy;
- la decoración del coro y de la Virgen de la iglesia Saint-Laurent, en París;
- 1676: con Pierre Bullet, publicó «Plan de Paris levé par les ordres du Roi et par les soins de messieurs les prévôts des marchands et échevins et par les sieurs Bullet, architecte du roi et de la ville, sous la conduite de monsieur Blondel, maréchal de camp aux armées du roi, directeur de l'académie royale d'architecture et maître de mathématiques de monseigneur le Dauphin», habitualmente conocido como «Plan de Bullet et Blondel».

## Reconocimientos
La villa de París honra la memoria de François Blondel con una calle que lleva su nombre localizada cerca de la puerta de Saint-Denis (que él construyó), entre las calles Saint-Denis y Saint-Martin.